# Heikki Vestman
Heikki Vestman, född 8 april 1985 i Kervo, är en finländsk samlingspartistisk politiker. Han är ledamot av Finlands riksdag sedan 2019.
Vestman blev invald i riksdagsvalet 2019 med 7 429 röster från Nylands valkrets.